# Johannes Westmarck
Johannes Westmark, född 1676 i Västerås, död 1698 i Falun, var en svensk köpman. Han är känd som ägare av en klaverbok i samlingen Wenster Å 3, Lund. 

## Biografi
Johannes Westmarck var son till rådmannen Lars Olars Olofsson. Han inskrevs vid Uppsala universitet 1691 samtidigt med Isac Wasbom. Han anlade där en klavertabulatur med överensstämmande innehåll med Wasboms klaverbok daterad 1693-1694. I innehållet återfinns bland annat satser ur Jean-Baptiste Lullys operor Acis, Amadis, Fragments och Bellerophon samt sex av de tio mest frekventa melodierna i tidens klaver- och lutböcker.